# Satu Mare
Satu Mare é um município e cidade da Roménia, no județ (distrito) de Satu Mare com 102 411 habitantes (censo de 2011). É a nona maior cidade da região romena da Transilvânia. Situa-se a 13 quilômetros da fronteira com a Hungria e a 37 quilômetros da fronteira com a Ucrânia.

## População
| 1880   | 1890   | 1900   | 1910   | 1920   | 1930   | 1948   | 1956   | 1966   | 1977    | 1992    | 2002    | 2011    |
| 19.708 | 20.736 | 26.881 | 34.892 | 37.376 | 51.495 | 52.011 | 52.096 | 68.246 | 101.860 | 130.584 | 115.142 | 102.411 |